# 왕융이
왕융이(王永一, 왕영일, Wang young-il, 1959년 3월 2일~)는 중화민국 국적을 가진 역사학자 겸 대학 교수이자 외교관이며, 중화인민공화국 랴오닝 성 선양에서 출생하여 중화민국 타이베이로 이주한 조선족 재중동포 출신이다.

## 생애
중화인민공화국 둥베이 지방 랴오닝성 선양에서 출생하였고 지난날 한때 중화인민공화국 둥베이 지방 지린 성 지린에서 잠시 유아기를 보낸 적이 있으며 이후 자유중화민국 타이완 타이베이로 이주한 그는 대한민국과 조선민주주의인민공화국, 여진 만주족 등을 주로 연구하고 있으며 특히 조선 태조 이성계와 여진족에 관한 과제를 연구하고 있다.
중화민국 대만 전역 소재 국공립대학교에서 교수를 지내며 한국어 회화, 한국사회문화, 한국사 등 과정을 담당하고 있는 그는 2003년 2월에 고려대학교 대학원 사학과 인문과학 박사 학위를 취득하였다. 이후 중화민국 타이완에서 대학 교수 활약을 하였으며 중화민국 타이완 주재 대한민국 대사관 특임촉탁위원을 지내기도 하였다.

## 이외 이력
- 중화민국 타이완 주재 대한민국 대사관 특임촉탁위원(2008년 12월 7일~2016년 6월 3일)